# Ally Sentnor
Ally Sentnor, född den 18 februari 2004 i Hanson, är en amerikansk fotbollsspelare.

## Biografi
Ally Sentnor inledde sin seniorkarriär i Utah Royals år 2024, efter att ha spelat collegefotboll för University of North Carolina at Chapel Hill. Hon har även representerat det amerikanska damlandslaget där hon debuterade 2024.